# Georg Andreas Gabler
Georg Andreas Gabler (Altdorf bei Nürnberg, 30 luglio 1786 – Teplitz, 13 settembre 1853) è stato un filosofo tedesco.

## Biografia
Studiò filosofia e diritto, dapprima nell'Università di Altdorf poi, dal 1804 al 1807 in quella di Jena, allievo di Hegel. Nel 1811 insegnò nel Ginnasio di Ansbach e, dal 1835, nell'Università di Berlino.
Facente parte della destra hegeliana, si mostrò seguace fin dal suo manuale Die Propädeutik der Philosophie (Erlangen, 1827) dei principi del sistema formulati dal suo maestro, che ribadì nel De verae philosophiae erga religionem Christianam pietate (Berlino, 1836), dove cercò di accordarli con i dogmi cristiani.
Attaccò Friedrich Adolf Trendelenburg con la dettagliata critica: Die Hegelsche Philosophie, Beiträge zu ihrer richtigen Beurteilung und Würdigung (Berlino, 1843).

## Opere
- Die Propädeutik der Philosophie, Erlangen, 1827
- De verae philosophiae erga religionem Christianam pietate. Berlin, 1836
- Die Hegelsche Philosophie: Beiträge zu ihrer richtigeren Beurtheilung und Würdigung, Berlin, 1843
- Die Hegelsche Philosophie. Das Absolute und die Lösung der Grundfrage aller Philosophie bei Hegel im Unterschiede von der Fassung anderer Philosophen. Berlin, 1843